# Cykloalkyny

Cyklooktyn

Cykloalkyny (dříve cykloalkiny) jsou cyklické uhlovodíky, které obsahují minimálně jednu trojnou vazbu uvnitř cyklu. Protože skupina C−C≡C−C je lineární, mohou existovat pouze cykloalkyny, které mají dostatečný počet uhlíkových atomů v cyklu. V případě menších cyklů je vnitřní napětí velmi vysoké a sloučeniny jsou nestabilní. Nejnižší stabilní cykloalkyn je cyklooktyn.

## Příprava
Cykloalkyny lze připravit β-eliminační reakcí z příslušných derivátů cykloalkenů. Další možností je rozšíření kruhu cyklických alkylidenacetylidů.